# Inconfidência Mineira (escola de samba)
O Grêmio Recreativo e Escola de Samba Inconfidência Mineira (GRES Inconfidência Mineira) é uma escola de samba da cidade de Belo Horizonte, no estado brasileiro de Minas Gerais.
Fundada em 1960, adquiriu sua personalidade jurídica em 1960, passando à denominação atual.
Atualmente, encontra-se fora dos desfiles oficiais.

## História
Fundada em 5 de dezembro de 1950, a escola fez sua estréia em janeiro de 1951, participando de todas as Batalhas de Confete e das Batalhas do Galo, onde era escolhida a Rainha do Samba com suas duas grã-duquesas, e a grande Batalha Real, que marcava o encerramento do Carnaval. Na época, ao contrário do que ocorria antes da Primeira Guerra Mundial, não se realizava o desfile de rua nos três dias de Carnaval.
Em 1951, a Inconfidência Mineira conquistou o título de Cidadão Samba, o mais cobiçado pelas agremiações da Capital. Desde então, participou do Carnaval de rua e também de outros desfiles, quando convidada, sempre se colocando entre as principais entidades do samba, a chamada “linha do samba escolado”.[carece de fontes?]
Já conquistou vários títulos nos desfiles das escolas de samba e também prêmios individuais, como Rainha do Samba.
Na década de 2010, fazia os seus ensaios na rua Jundiaí, bairro Concórdia, na Escola Municipal René Gianetti.
A partir de 2011, a escola pediu licenciamento do Carnaval.

## Carnavais
| Ano       | Colocação    | Grupo               | Enredo              | Carnavalesco |
| --------- | ------------ | ------------------- | ------------------- | ------------ |
| 2010      | 5º lugar     | B (segunda divisão) | Patria Amada Brasil |              |
| 2011-2012 | Não desfilou | Não desfilou        | Não desfilou        | Não desfilou |